# 藤井琢也
藤井 琢也（ふじい たくや、1986年9月11日 - ）は、日本の元俳優。

## 略歴
サンミュージックプロダクションに所属する。2002年、CM「カスタムロボGX」に出演し芸能界デビュー。
2005年に実業家への転身を決意し引退。

## 人物
特技は野球。
端整な顔立ちで、『みてハッスルきいてハッスル』では主な視聴者層である若い主婦や子供たちから人気を博した。

## 出演

### テレビドラマ
- ドレミソラ39話（2002年9月10日、MBS） - 生徒　役
- 11通の…出せなかったラブレター 第11通「第11通 たった二人の卒業式」（2005年3月8日、ABC） - 矢野裕一　役
- アイ'ム ホーム（2004年、NHK総合） - サトル 役

### 学校教育番組
- みてハッスルきいてハッスル（2003年 - 2005年、NHK教育） - 主人公・サトル 役

### CM
- 任天堂ゲームボーイアドバンス「カスタムロボGX」（2002年）

### スチール
- ベネッセ「進研ゼミ　高一チャレンジ9月号」（2003年）

### 映画
- 東映教育映画「薬物乱用・親として」（2003年）-　主役・市村直樹　役

### イベント
- みてハッスルきいてハッスル BK春のふれあい広場（2004年5月）